# فيليكس غيير
فيليكس غيير (بالهولندية: Felix Geyer)‏ هو عالم اجتماع هولندي، ولد في 13 أكتوبر 1933.